# إيمي جونسون
ايمي جونسون (بالإنجليزية: Amy Johnson)‏ (ولدت 1 يوليو 1903، فقدت 5 يناير 1941، رائدة الطيران النسائي الإنجليزي، طيارة قامت بالطيران منفردة أو مع زوجها، جيم موليسون، واحدة من أولى النساء الذين حصلوا على رخصة طيار، ونالت جونسون الشهرة عندما طارت منفردة من بريطانيا إلى أستراليا في عام 1930. واستغرقت رحلتها الخطرة 17 يومًا. في وقت لاحق وقالت انها طارت مسافرة إلى الهند واليابان، وأصبحت أول امرأة تطير عبر شرق المحيط الأطلسي إلى الغرب، تطوعت للطيران في سلاح الجو كطياره احتياطية في الحرب العالمية الثانية، ولكن تم اطلاق النار طائرة من روعها على نهر التايمز ومقتلها.

## بداية حياتها

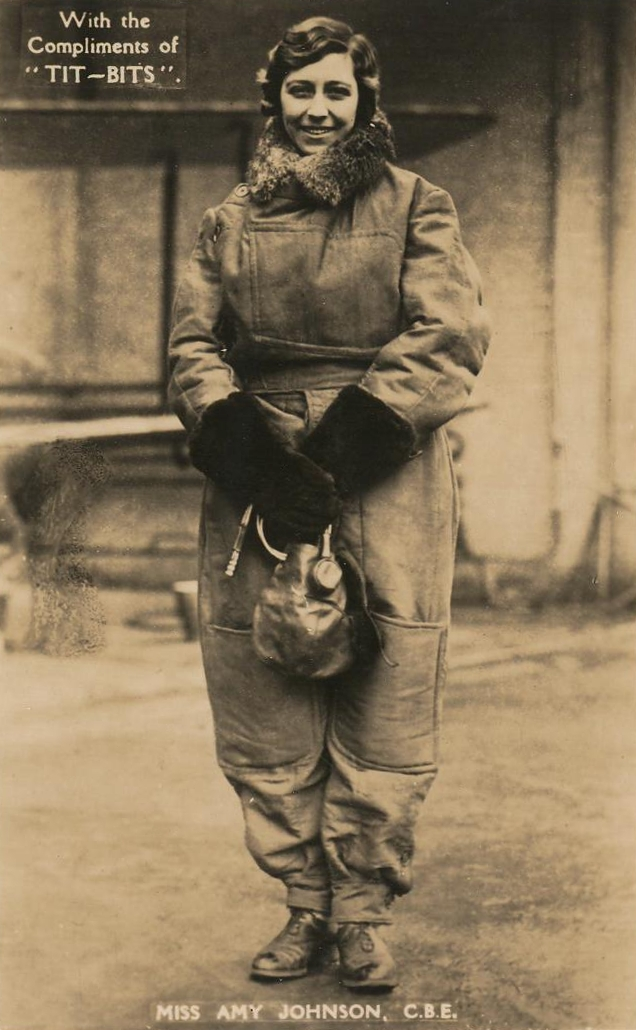
ايمي جونسون 1930 - 1931

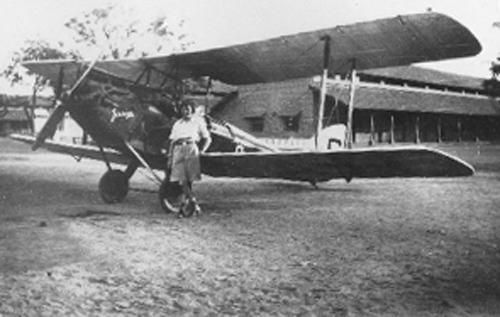
ايمي جونسون- جايسون الهند

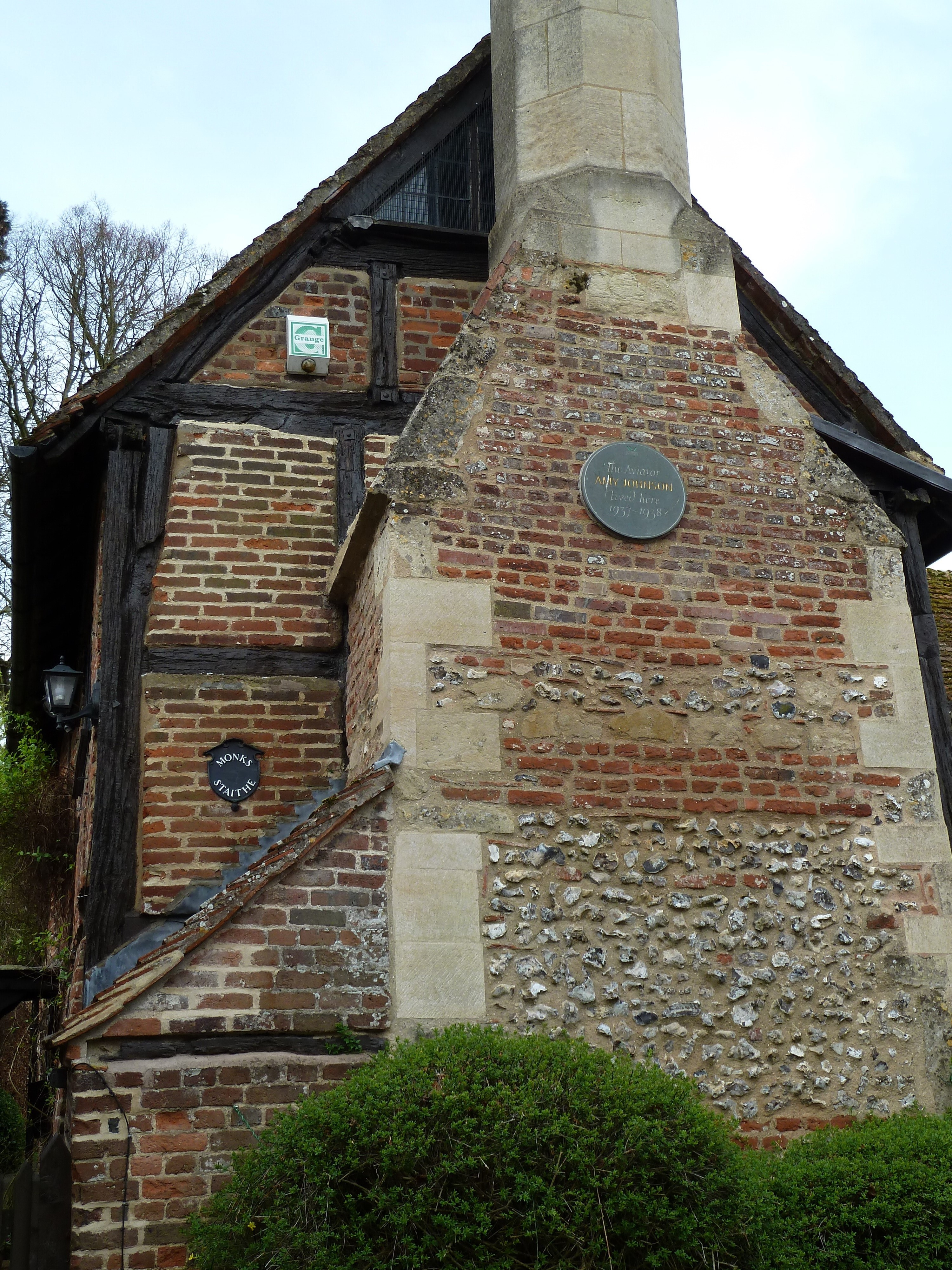
لوحة تذكارية لايمي جونسون

ولدت الطيارة البريطانية الأكثر شهرة ايمي جونسون في 1 يوليو 1903، في كينغستون أبون هول، في مقاطعة إيست ريدنج أوف يوركشاير، وتلقت تعليمها في مدرسة شارع البلدية الثانوية، ثم انتقلت في وقت لاحق إلي مدرسة ثانوية كينغستون). وفي عام 1923 انضمت إلي جامعة شيفيلد، حيث تخرجت بدرجة البكالوريوس في الآداب والاقتصاد.

## حياتها المهنية
انتقلت إلي لندن لتعمل كسكرتيرة للمحامي وليام تشارلز كروكر. حيث تعرفت إلى الطيران كهواية، وحصلت على رخصة الطيار "A"، رقم 1979 بتاريخ 6 يوليو 1929 من نادي لندن للطيران تحت اشراف الكابتن فالنتين بيكر. وفي العام نفسه، أصبحت أول امرأة بريطانية تحصل على رخصة مهندس أرضي "C".
بدأت حياتها المهنية مع الطيران في نادي لندن للطيران في شتاء 1928-1929 وهوايتها سرعان ما أصبح تحديد جميع طويلا لإثبات أن المرأة يمكن أن تكون المختصة التي يتمتع بها الرجل في مجال يهيمن الذكور حتى الآن.
حققت أول إنجاز هام، بعد أن حلقت منفرده، وكان في التأهل كأول المدربين البريطانية امرأة مهندس الأرض، المرأة الوحيدة في العالم التي تفعل ذلك في ذلك الوقت.
في بداية عام 1930 قررت ايمي الطيران إلى أستراليا منفردة وكسر الرقم المسجل باسم بيرت هينكلير (Bert Hinkler's) والذي حققه في 16 يوما. في البداية، فشلت جهودها لتامين الدعم المالي للرحلة، ولكن في نهاية المطاف قرر والدها وقطب النفط لورد ويكفيلد (Lord Wakefield) المساهمة بمبلغ 600 جنية استرليني وشراء طائرة مستخدمة والمسماة (G-AAAH) وذات الرفم التسلسلي 804، ومن نوع الفراشة ومزودة بمحرك جيبسي ومن إنتاج شركة صناعة دي هيفلاند البريطانية (De Havilland DH-60G Gipsy Moth)، وسميت الطائرة فيما بعد باسم «جيسون» (Jason).
انطلقت ايمي وحدها من مطار كرويدون في جنوب لندن في 5 مايو 1930، وهبطت في داروين بأستراليا يوم 24 مايو، وبلغت مسافة الرحلة أكثر من 11,000 ميل. وأعتبت أول امرأة تطير وحدها إلى أستراليا، وعادت ايمي إلى المملكة المتحدة واستقبلت استقبال الأبطال ونظير انجازها منحت وسام القائد وهي رتبة فائقة الامتياز منرتب الإمبراطورية البريطانية.
في يوليو 1931، حققت انجازها بالطيران من إنجلترا إلى اليابان مع جاك همفريز على متن الطائرة المسماة عثة القط. وفي في يوليو 1932 مع رحلة مسافر من إنجلترا إلى كيب تاون. في شهر مايو عام 1936، وسجلت رقما قياسيا من إنجلترا إلى كيب تاون، منفردا، في بيرسيفال نورس، رحلة لاسترداد سجلها عام 1932.
في عام 1932 تزوجت من الطيار الاسكتلندي، جيم موليسون، والذي حلقت معه بدون توقف من جنوب ويلز إلى الولايات المتحدة على متن الطائرة المسماة دي اتش التنين (DH Dragon) وذلك في عام 1933. شاركت في التنافس الجوي لقطع المسافة مابين إنجلترا وأستراليا، حيث حلقت دون توقف في وقت قياسي إلى الهند في عام 1934 على متن الطائرة المسماة دي اتش المذنب (DH Comet). وفي عام 1938انفصلت عن زوجها.
أدى اندلاع الحرب العالمية الثانية في عام 1939، الي انهاء طيرانها المدني، حيث انضمت إلي النقل الجوي الاحتياطي والنقل، مجموعة من الطيارين من ذوي الخبرة الذين كانوا غير مؤهلين للخدمة سلاح الجو الملكي البريطاني. وتألفت لها واجبات المتجهة من تنقل الطائرات من مصنع مهابط الطائرات إلى قواعد سلاح الجو الملكي البريطاني.
كان على واحدة من هذه الرحلات الروتينية في 5 كانون الثاني عام 1941، أن ايمي سقطت في مصب نهر التايمز وكان غرق، وتم انتشال جسدها أبدا.
وكانت أول شخص من النقل الجوي المساعد للقتل في الخدمة الفعلية.
وقد عقد حفل تأبين لايمي في سانت مارتينز في الكنيسة الحقول في ساحة الطرف الاغر يوم 14 يناير 1941.
الغموض لا يزال يحيط فاتها كسبب لتبقى رحلة سرا الحكومة. في عام 1999، أفيد أن توم ميتشل من كروبورو، ساري، ادعوا أنهم أسقطوا الطائرة.
وادعى أن ايمي فشلت في يقولون ان رمز تعريف الحق، والذي تم تغيير كل يوم لجميع القوات البريطانية من الجنود على الأرض يعرفون أنهم كانوا البريطانية. على ما يبدو، أنها فشلت في إعطاء رمز مرتين واسقطت كطائرة العدو.
خلال حياتها، وقد اعترف ايمي مرات عديدة. وكانت ضيف شرف في افتتاح أول مخيم عطلة بوتلينس في سكيجنيس في عام 1936. وكان ايمي أيضا رئيس جمعية الهندسة النسائي بين عامي 1935 و 1937.
بعد وفاتها، نالت على تتكريم والثناء لانجازاتها، حيث كشف في عام 1974، تم كشف النقاب عن تمثال هاري Ibbetson من الطيار في كينغستون أبون هول، في حين أن جامعة شيفيلد اسمه المبنى الذي يضم قسم لها التحكم الآلي وهندسة النظم وراءها.

## وفاتها
في 5 يناير عام 1941، وأثناء تحليقها في مهمة للنقل الجوي المساند من بلاكبول إلى مطار القوات الجوية الملكية كيدلينغتون قرب أكسفورد (معروف حاليا باسم مطار لندن اكسفورد)، على متن طائرة من طراز (Airspeed Oxford) وفي ظروف جوية سيئة انحرفت طائرتها عن مسارها، ونفذ وقود الطائرة، مما أدى الي سقوط وتحطم طائرتها في مصب نهر التايمز.
قفزت ايمي بمظلتها من الطائرة، ورصد طاقم السفينة (HMS Haslemere) ايمي وهي نازلة بمظلتها وهي تهبط في المياه على قيد الحياة، في ظل جوية ظروف سيئة وامواج عالية وحالة مد وجزر قوية وثلوج تتساقط وبرد شديد. وفي محاولة لانقاذ ايمي نزل اللفتنانت كوماندر والتر فليتشر، قائد (Haslemere)إلى الماء لكنه توفي في تلك المحاولة. ولم يعثر قط على جثة ايمي.
اقيم حفل تأبين لجونسون في كنيسة سانت مارتن يوم 14 يناير 1941. ومنح والتر فليتشر بعد وفاته وسام ألبرت مايو 1941.